# Goldenitz
Goldenitz ist ein Ortsteil der Gemeinde Warlitz im Landkreis Ludwigslust-Parchim in Mecklenburg-Vorpommern. Bekannt ist Goldenitz vor allem durch sein Gutshaus, weshalb der Begriff auch als Synonym für das Gut Goldenitz selbst verwendet wird.

## Geografie und Verkehr
Der Ort Goldenitz liegt im Südwesten Mecklenburg-Vorpommerns, etwa acht Kilometer südwestlich von Hagenow. Durch den Ort verläuft die Bundesstraße 5, südlich die Bahnstrecke Hamburg–Berlin. Der nächste Bahnhof befindet sich in Bahnhof-Pritzier in etwa zwei Kilometer Entfernung.

## Geschichte

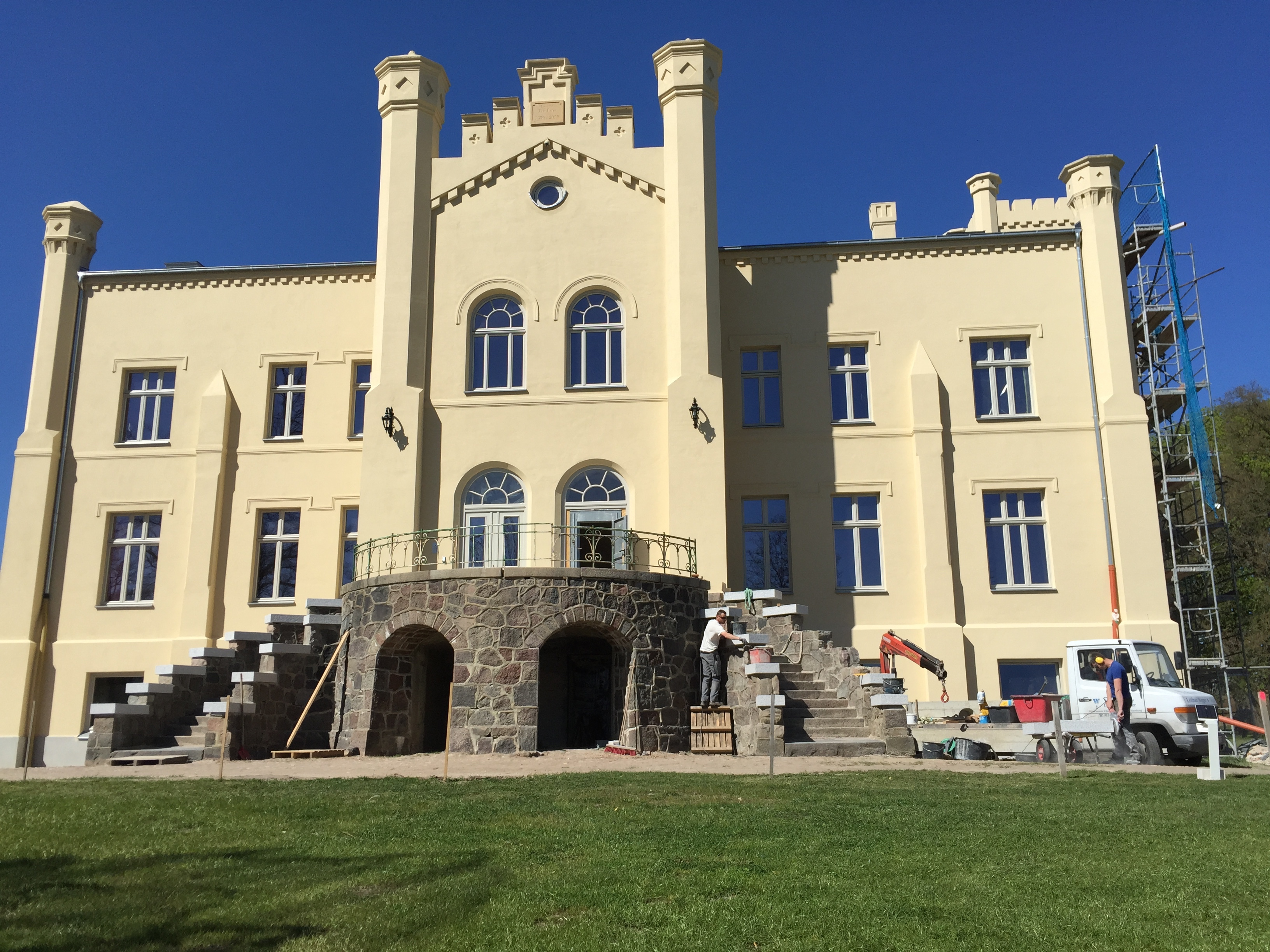
Neue Vorderansicht des Guts Goldenitz

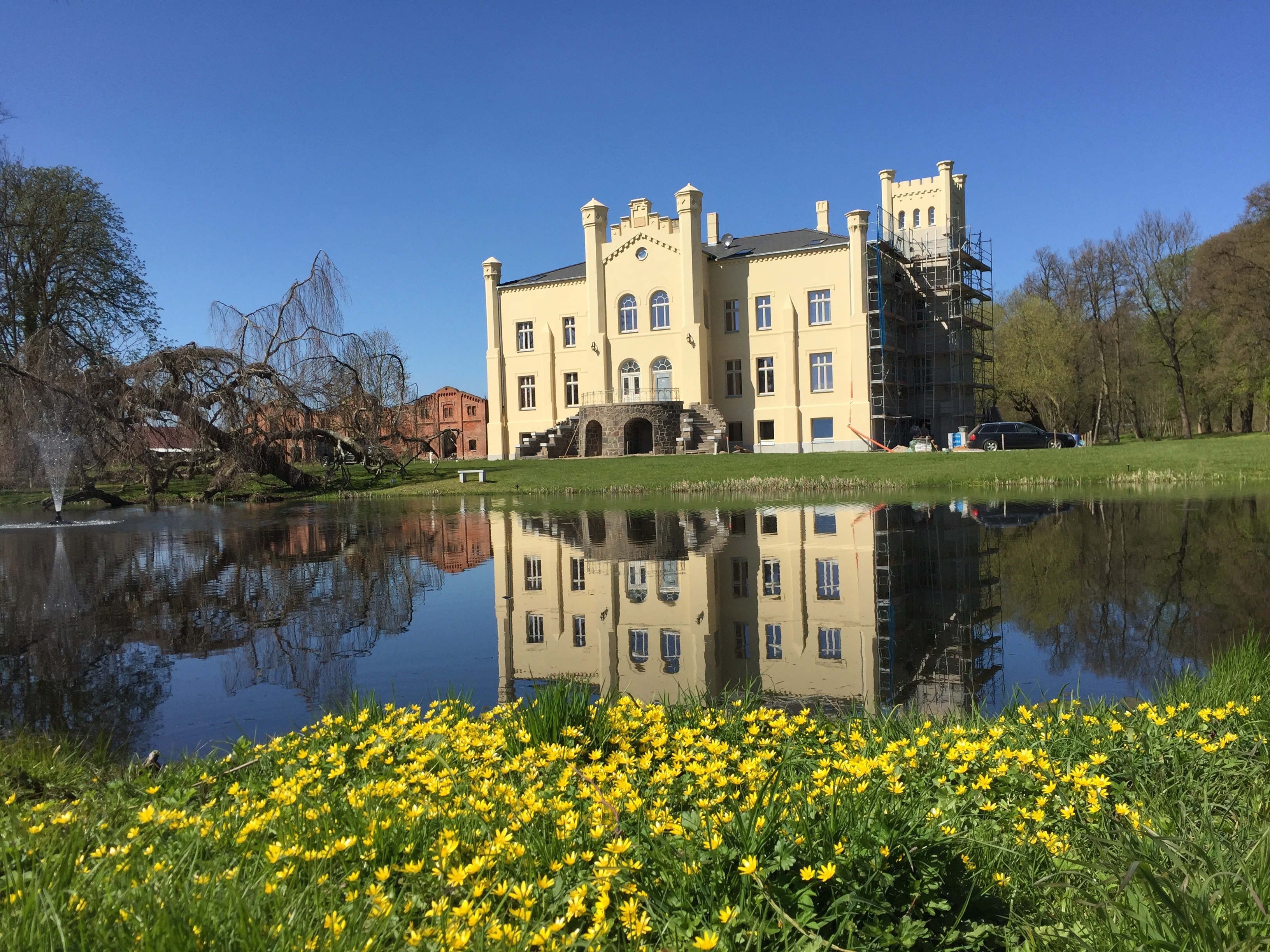
Gutshaus Goldenitz nach der Sanierung (April 2015)

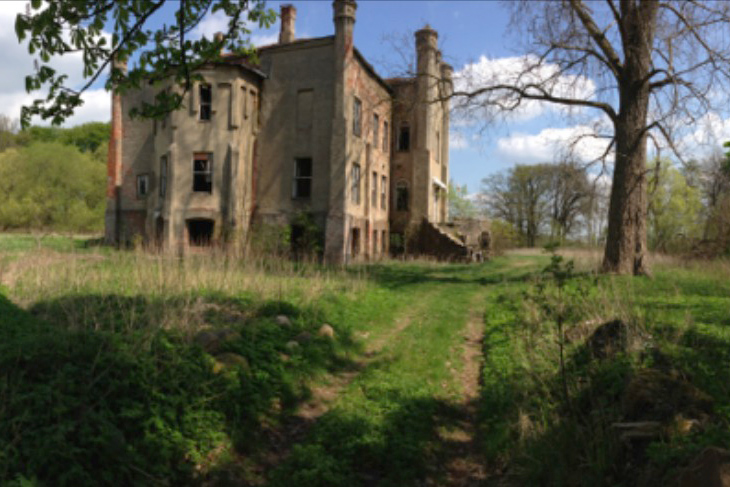
Gutshaus Goldenitz vor der Sanierung (April 2013)

Die Ortschaft „Göldeniz“ wurde erstmals 1230 im Ratzeburger Zehntregister erwähnt. Das Gut befand sich bis 1695 im Besitz der traditionsreichen freiherrlichen Linie der Familie von Lützow. Namhafter Vertreter vor Ort war unter anderem der mecklenburgische Erbmarschall und Oberst in schwedischen Diensten August von Lützow (1610–1676). Sein Sohn wählte dann Pritzier zum Hauptgut.
Nachfolgend hatte es über die Jahre verschiedene Gutsherren, ab etwa 1784 im Besitz der briefadeligen Familie von Könemann befindlich. Georg von Könemann auf Pritzier, Warlitz und Gut Goldenitz wurde Landrat und Kammerherr. Er war mit Juliane von Bischoffshausen verheiratet. Sie sind die Vorfahren der heutigen Familie. 1876 übernahm es der Dragoner-Rittmeister Georg von Könemann-Warlitz (1851–1909). Er war zudem Ehrenritter im für den evangelischen Landadel so einflussreichen Johanniterorden. Um 1909 wurde Friedrich (Fritz) von Könemann als Gutsbesitzer tätig. Goldenitz führte als Gut lange den Status eines altes Lehn und wurde zur Sicherung der Erbfolge von der Besitzerfamilie als Familienfideikommiss bestimmt. 1928, also kurz vor der großen Wirtschaftskrise, gehörten dazu 998 ha, inklusive der 215 ha Waldfläche. Eigentümer war Hauptmann Helmuth von Könemann (1880–1939). Seine Schwester Lulu lebte zuletzt auf Schloss Goldenitz. Das Erbe fiel an einen Neffen (Otto v. Könemann), bis zur Bodenreform.
Seit dem 23. Juli 1965 ist Goldenitz ein Ortsteil der Gemeinde Warlitz.

## Sehenswürdigkeiten
- Gut Goldenitz

Das Gutshaus ist ein um 1860 über unregelmäßigem Grundriss im Tudorstil errichteter zweigeschossiger Putzbau. Vor dem Eingang befindet sich eine zweiläufige Freitreppe sowie eine Terrasse. 2013 wurde das Gut von einem Investor gekauft. Es wurde von dem Bauplaner Jan Luis kernsaniert.
Eine bis dahin erhaltene Fachwerkscheune und der Marstall des Gutshofes wurden 1993 bei Bränden stark beschädigt.